# جعبه‌دنده دستی خودکار

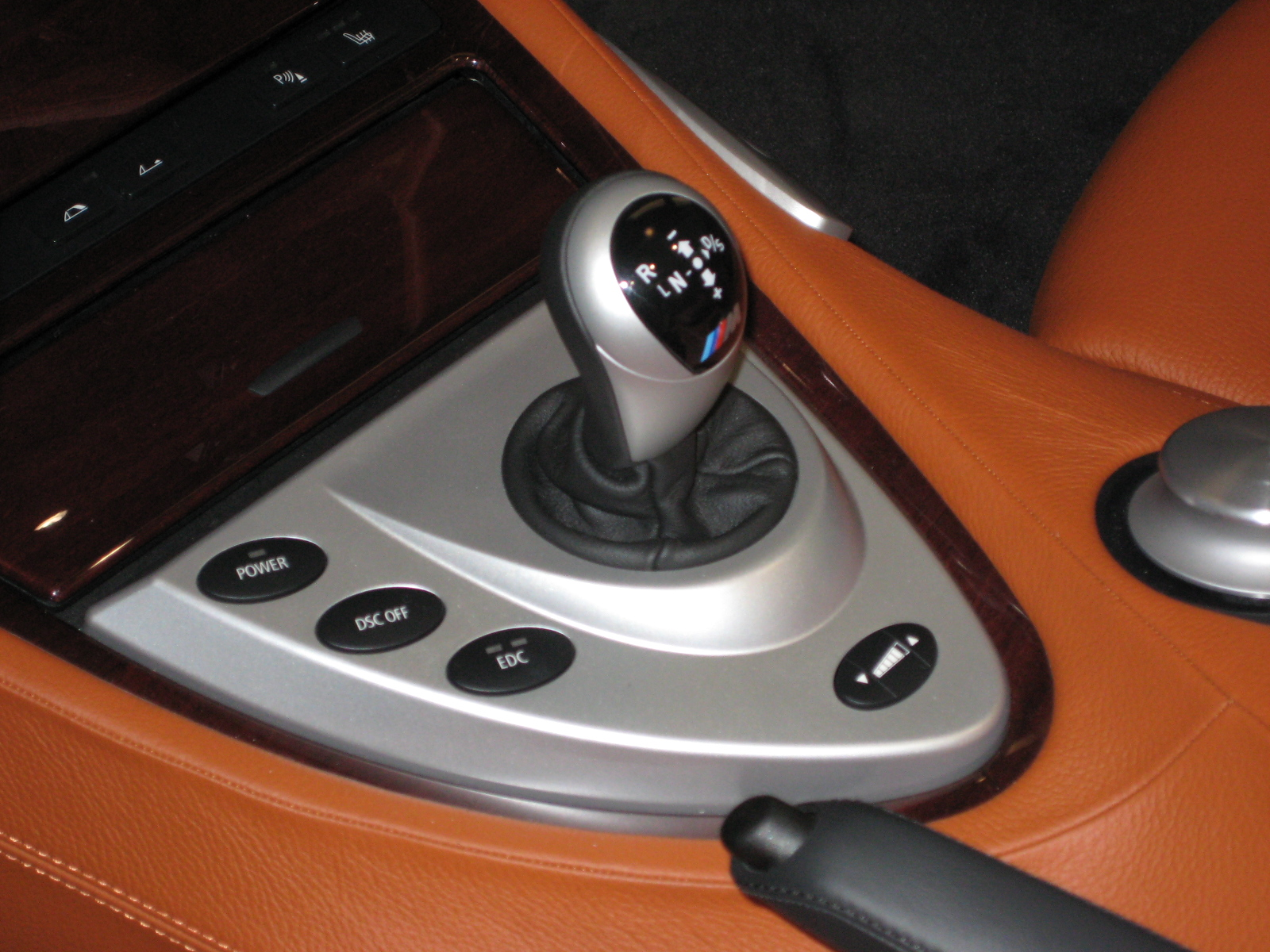
شیفتر ب‌ام‌و SMG-III اواسط دهه ۲۰۰۰، با انتخابگر سرعت تعویض دنده در زیر شیفتر

جعبه‌دنده دستی خودکار (به انگلیسی: Automated manual transmission) (AMT) نوعی جعبه‌دنده برای وسایل نقلیه موتوری است. این اساساً یک جعبه‌دنده دستی معمولی است که مجهز به حرکت خودکار برای کار با کلاچ و/یا تعویض دنده است.
بسیاری از نسخه‌های اولیه این جعبه‌دنده‌ها که نیمه‌خودکار کار می‌کنند، مانند Autostick، که به‌طور خودکار فقط کلاچ را کنترل می‌کنند - اغلب با استفاده از اشکال مختلف فعال‌سازی کلاچ، مانند تحریک الکترومکانیکی، هیدرولیک، پنوماتیک یا خلاء - اما همچنان به ورودی دستی راننده و کنترل کامل برای شروع تعویض دنده با دست نیاز دارید. به این سامانه‌هایی که نیاز به تعویض دستی دارند، سامانه‌های دستی بدون کلاچ نیز گفته می‌شود. نسخه‌های نوین این سامانه‌ها که عملکرد کاملاً خودکار دارند، مانند Selespeed و Easytronic، می‌توانند هم عملکرد کلاچ و هم تعویض دنده را به‌طور خودکار با استفاده از ECU کنترل کنند، بنابراین نیازی به دخالت دستی یا ورودی راننده برای تعویض دنده ندارند.
استفاده از AMTهای نوین کنترل‌شده با رایانه در خودروهای سواری در اواسط دهه ۱۹۹۰ افزایش یافت، به عنوان جایگزینی اسپورت‌تر برای جعبه‌دنده خودکار هیدرولیک سنتی. در طول دهه ۲۰۱۰، AMTها تا حد زیادی با جعبه‌دنده دوکلاچه به‌طور فزاینده‌ای جایگزین شدند، اما برای خودروهای کوچکتر در اروپا و برخی بازارهای در حال توسعه، به ویژه هند که به‌طور قابل توجهی نسبت به جعبه‌دنده‌های خودکار و CVT معمولی مورد علاقه است، محبوبیت خود را حفظ کردند.

## طراحی و بهره‌برداری
جعبه‌دنده‌های دستی خودکار می‌توانند نیمه‌خودکار یا تمام خودکار در کار باشند. چندین سیستم مختلف برای خودکار کردن کلاچ و/یا تعویض دنده در طول سال‌ها مورد استفاده قرار گرفته‌است، اما آنها به‌طور کلی از یکی از روش‌های زیر برای حرکت کلاچ و/یا تعویض دنده استفاده می‌کنند: تحریک هیدرولیک یا الکترو هیدرولیک، الکترو- مکانیکی، پنوماتیکی، الکترومغناطیسی، یا حتی کاملاً الکتریکی با استفاده از موتور الکتریکی.
تعویض دنده، فعال سازی کلاچ، زمان‌بندی دنده، و تطبیق دور همگی تحت کنترل خودکار از طریق سنسورهای الکترونیکی، رایانه‌ها و محرک‌ها هستند. هنگام تعویض دنده، راننده دنده مورد نظر را با اهرم تعویض دنده انتخاب می‌کند، در حالی که حسگرهای الکترونیکی و محرک‌های متصل به TCU (کامپیوتر انتقال) یا ریزپردازنده به‌طور خودکار کلاچ و دریچه گاز را برای مطابقت با دورها و دوباره درگیر شدن کلاچ در میلی ثانیه کار می‌کنند. گشتاور و انتقال نیرو به چرخ‌های محرک نیز به صورت الکترونیکی کنترل می‌شود. بیشتر پیاده‌سازی‌های مدرن این جعبه‌دنده در حالت متوالی عمل می‌کنند، که در آن راننده می‌تواند تنها با یک دنده در یک زمان دنده را بالا یا پایین ببرد. با این حال، این مورد برای همه جعبه‌دنده‌های مدرن نیست. به عنوان مثال، جعبه‌دنده "SMG" "ب‌ام‌و" و "F1" فراری می‌توانند هنگام انتخاب دنده‌ها به صورت دستی از طریق پدال شیفترهای روی فرمان، مانند بیشتر جعبه‌دنده‌های مدرن، از دنده‌ها در دنده‌های پایین و بالا رد شوند. جعبه‌دنده‌های دستی بدون کلاچ قدیمی‌تر (بیشتر پیش از دهه ۱۹۹۰) شیفترهای الگوی H را حفظ می‌کنند و همچنین درب تعویض دنده را حفظ می‌کنند و راننده را ملزم می‌کند تا نسبت‌های دنده مورد نیاز را به صورت دستی انتخاب کند. با این حال، کلاچ یک واحد سروو کنترل خواهد بود که به محرک‌های مختلف، یک شیر برقی و سنسورهایی متصل می‌شود که کلاچ را به‌طور خودکار کنترل می‌کنند.
یکی دیگر از ابزارهای جایگزین برای خودکارسازی کلاچ، سامانه «کلاچ با سیم» است. این سیستم به‌طور کلی از یک محرک الکتریکی و سنسورهای الکترونیکی استفاده می‌کند که جایگزین اتصال کلاچ مکانیکی یا اتصال کلاچ هیدرولیک می‌شود تا موقعیت کلاچ را نظارت و کنترل کند و به‌طور کامل پیوند هیدرولیکی میان کلاچ مکانیکی و خود پدال را با یک محرک الکترومکانیکی جایگزین می‌کند.
بسته به ساختار و طراحی مکانیکی، برخی از جعبه‌دنده‌های دستی خودکار (عمدتاً مدرن) به‌طور خودکار دنده‌ها را در نقاط مناسب تعویض می‌کنند (مانند جعبه‌دنده خودکار معمولی)، در حالی که دستورالعمل‌های نیمه خودکار و بدون کلاچ سنتی از راننده می‌خواهند که دنده را حتی زمانی که موتور در خط قرمز قرار دارد، زیرا آنها تنها بخشی از جعبه‌دنده (یعنی کلاچ) را خودکار می‌کنند و به تنهایی دنده‌ها را تعویض نمی‌کنند. علیرغم شباهت ظاهری، جعبه‌دنده‌های دستی خودکار به‌طور قابل توجهی در عملکرد داخلی و احساس راننده با جعبه‌دنده دستی متفاوت است، که دومی یک جعبه‌دنده خودکار است (خودکارها از مبدل گشتاور به جای کلاچ مانند یک کلاچ دستی خودکار برای مدیریت مکانیکی استفاده می‌کنند. اتصال میان جعبه‌دنده و موتور) با قابلیت نادیده گرفتن کامپیوتر جعبه‌دنده خودکار و فعال کردن دنده‌ها به صورت دستی.

## استفاده در خودروهای سواری

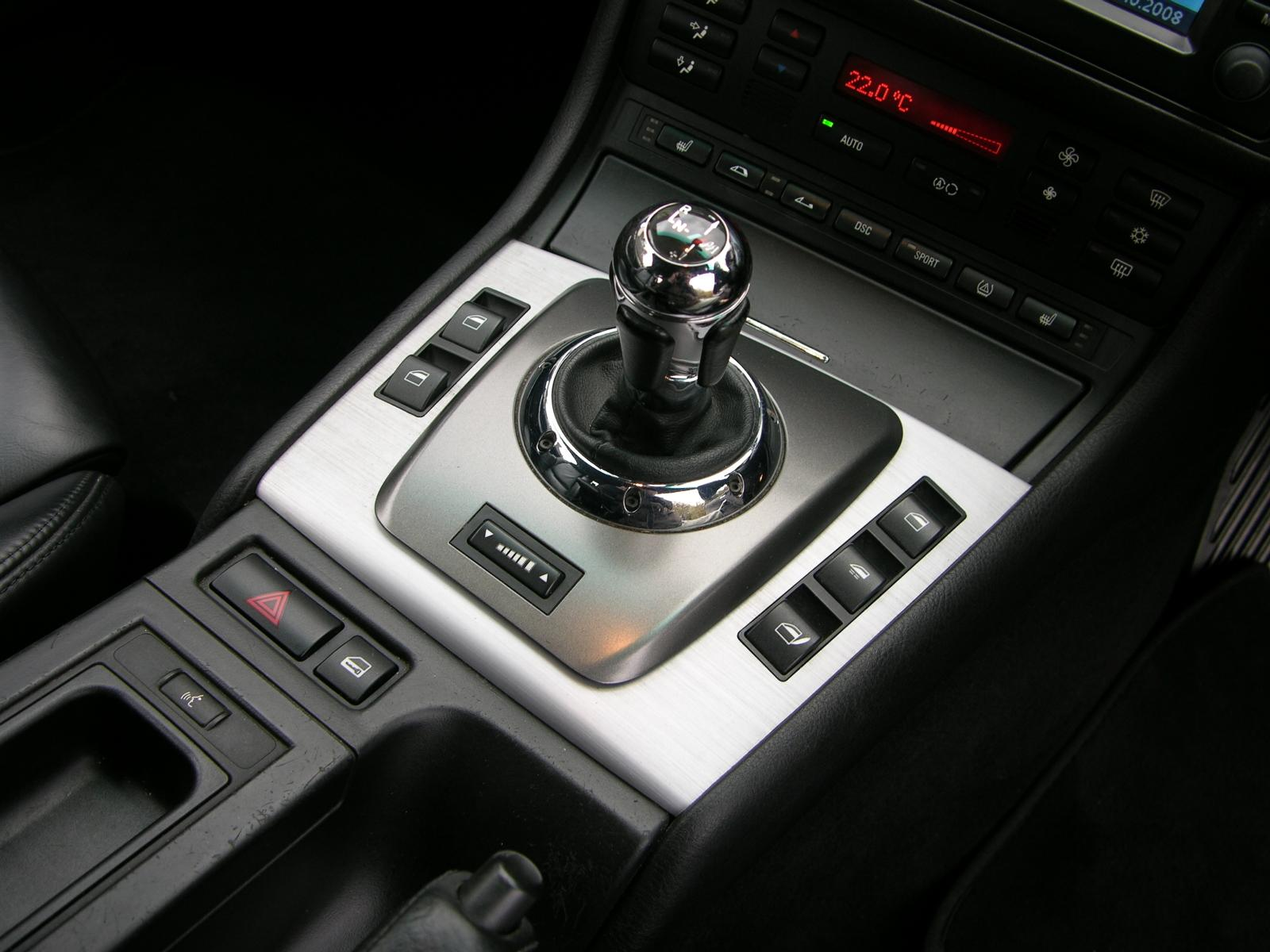
شیفتر ب‌ام‌و SMG-II 2000-2006

جعبه‌دنده دستی خودکار ریشه در جعبه‌دنده‌های دستی بدون کلاچ اولیه دارد که در دهه‌های ۱۹۴۰ و ۱۹۵۰ در خودروهای تولید انبوه ظاهر شدند. نمونه اولیه این انتقال با هادسون کمودور در سال ۱۹۴۲ به نام Drive-Master معرفی شد. این واحد یک جعبه‌دنده نیمه خودکار اولیه بود که بر اساس طراحی یک جعبه‌دنده دستی معمولی بود که از سامانه کلاچ با خلاء کنترل شده سروو، با سه حالت مختلف تعویض دنده، با لمس یک دکمه استفاده می‌کرد. تعویض دستی و عملکرد کلاچ دستی (تمام دستی)، تعویض دستی با عملکرد کلاچ خودکار (نیمه خودکار) و تعویض دنده خودکار با عملکرد کلاچ خودکار (تمام خودکار).

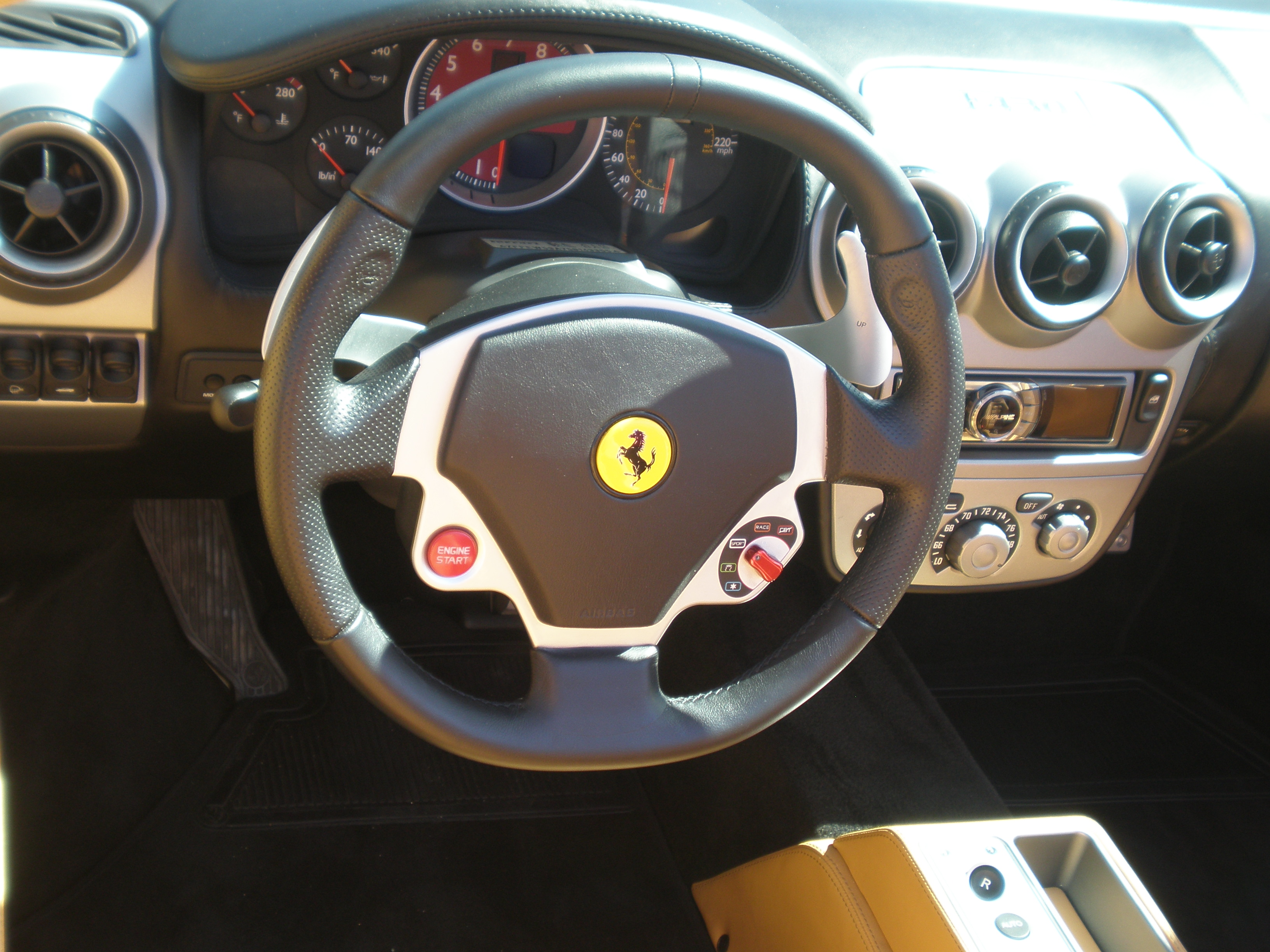
فرمان فراری اف۴۳۰ اف۱ با پدل شیفتر

شرکت خواهر آلفا رومئو در سال ۱۹۹۹ جعبه‌دنده ۵ سرعته خودکار Selespeed را برای آلفارومئو ۱۵۶ معرفی کرد به دنبال آن مازراتی در سال ۲۰۰۱ جعبه‌دنده ۶ سرعته خودکار Cambiocorsa را در مازراتی کوپه معرفی کرد. از سلسپید در مدل‌های فیات پونتو و استیلو نیز استفاده شد.
مشارکت ب‌ام‌و با جعبه‌دنده‌های دستی خودکار در سال ۱۹۹۳ آغاز شد، زمانی که "Shift-tronic" 6 سرعته نیمه خودکار در Alpina B12 کوپه (بر اساس E31 850CSi) ارائه شد. با استفاده از یک کلاچ خودکار جفت شده به یک شیفتر استاندارد H-pattern (طبق مدل فراری Mondial T)، جعبه‌دنده توسط LuK عرضه شد و برای کمتر از ۴۰ خودرو نصب شد. تولید انبوه جعبه‌دنده‌های دستی خودکار برای ب‌ام‌و در سال ۱۹۹۷ با معرفی جعبه‌دنده ۶ سرعته خودکار "SMG" در ب‌ام‌و ئی۳۶ ام۳ کوپه آغاز شد. اگرچه نام "SMG" مخفف "جعبه‌دنده دستی متوالی" بود، اما جعبه‌دنده داخلی مطابق با یک جعبه‌دنده دستی معمولی (مجهز به سنکرومش) بود، نه یک جعبه‌دنده دستی متوالی واقعی. زمانی که E46 M3 در سال ۲۰۰۰ معرفی شد SMG با SMG-II جایگزین شد. آخرین AMT ب‌ام‌و (پیش از جایگزینی با جعبه‌دنده دوکلاچه) ۷ سرعته SMG-III بود که در ب‌ام‌و ئی۶۰ ام۵ ۲۰۰۴–۲۰۱۰ و ب‌ام‌و ئی۶۳ ام۶ مربوطه استفاده شد. SMG-III می‌توانست به زمان شیفت ۶۵ میلی ثانیه در تهاجمی‌ترین حالت خود دست یابد

## استفاده درتریلی/کشنده
- Volvo I-Shift: جعبه‌دنده دستی خودکار. در سال ۲۰۰۱ معرفی شد و در کامیون‌ها و اتوبوس‌ها استفاده شد. این سیستم یک افزودنی برای جعبه‌دنده دستی غیرهمگام معمولی است.[۳۸]
- ایتن اتوشیفت: در اوایل دهه ۲۰۰۰ به عنوان افزودنی برای جعبه‌دنده دستی غیر سنکرومش سنتی برای کامیون‌های سنگین معرفی شد.[۳۹]
- ایسوزو اسموتر: جانشین NAVi5 فقط ژاپنی که در درجه اول بازارهای در حال توسعه را هدف قرار داده‌است.
- ماک mDRIVE و mDRIVE HD: یک جعبه‌دنده دستی خودکار با همگام‌ساز. در سال ۲۰۱۰ معرفی شد و در نیمه کامیون‌های ماک استفاده شد.
- رنو Optidriver: یک جعبه‌دنده دستی خودکار. در سال ۲۰۰۴ معرفی شد و در نیمه کامیون‌های تجاری سنگین رنو استفاده شد.
- دایملر تراکس دی‌تی۱۲: جعبه‌دنده دستی خودکار. در سال ۲۰۱۲ معرفی شد و در نیمه کامیون‌های Freightliner Cascadia و خط کامیون‌های نیمه تجاری، جرثقیل و کمپرسی وسترن استار 49X استفاده شد.
- مرسدس بنز پاورشیفت: یک جعبه‌دنده دستی خودکار غیرهمگام، که در کامیون‌های نیمه سنگین مرسدس بنز استفاده می‌شود.
- یودی تراکس ESCOT: افزونه‌ای برای جعبه‌دنده دستی غیر همگام و همگام. در سال ۱۹۹۵ معرفی شد. شش نسخه مختلف از این انتقال ساخته شده‌است: ESCOT , ESCOT-II , ESCOT-III , ESCOT-IV , ESCOT-V، و ESCOT-VI. مورد استفاده در محدوده خودروهای تجاری UD Trucks.[۴۰][۴۱]